# Parque Aquático Maria Lenk

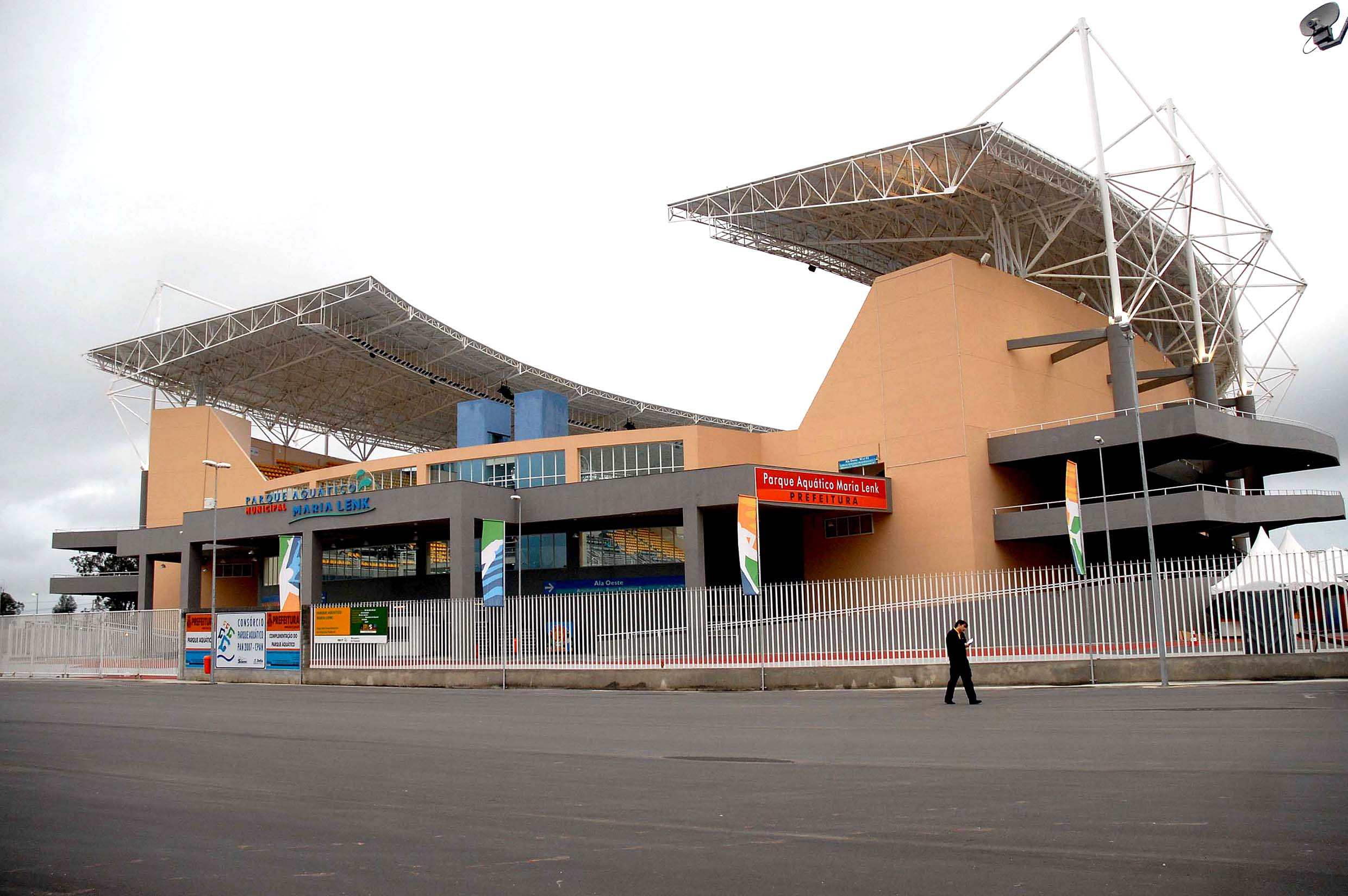
Parque Aquático Maria Lenk op 13 juli 2007

Het Parque Aquático Maria Lenk is een zwembad dat, gebouwd voor en gebruikt bij de Pan-Amerikaanse Spelen 2007, ook voor de Olympische Zomerspelen in Rio de Janeiro wordt gebruikt. In 2016 zal er synchroonzwemmen, waterpolo en schoonspringen doorgaan.
Het ligt in het sportcomplex Complexo Esportivo Cidade dos Esportes, bij de wijk Barra da Tijuca in het westen van de stad, en in de nabijheid van het gesloopte historische circuit van Jacarepagua.
Het zwembad kreeg de naam van de Braziliaanse zwemster en Olympische atlete Maria Lenk die drie maanden voor de inhuldiging overleed. Het zwembad met olympische afmetingen is gebouwd conform de regelgeving van de Fédération Internationale de Natation en heeft een diepte van drie meter. Het schoonspringbad heeft een oppervlakte van 30 bij 25 meter met een diepte tot vijf meter. De springtoren heeft vijf platformen.
Het openluchtbad is omgeven door twee tribunes met klimaatregeling die ruimte bieden voor 6.500 toeschouwers.
Tijdens de Olympische Zomerspelen 2016 kreeg het zwembad heel wat media-aandacht doordat het water van eerst het schoonspringbad maar nadien ook het bad van de waterpolo volledig groen kleurde. Dit was het gevolg van een aannemer die waterstofperoxide in de waterreiniging had ingebracht met de bedoeling te reinigen, wat evenwel niet werkt gezien reeds een chloorverbinding om die reden aan het water was toegevoegd. Het water werd halfweg de spelen dan vervolgens volledig gewisseld.
1984:  Uytengsu Aquatics Center · 
1988:  Jamsil Indoor Swimming Pool · 
1992:  Piscines Bernat Picornell · 
1996:  Georgia Tech Aquatic Center · 
2000:  Sydney International Aquatic Centre · 
2004:  Athens Olympic Aquatic Centre · 
2008:  Beijing National Aquatics Center · 
2012:  London Aquatics Centre · 
2016:  Parque Aquático Maria Lenk · 
2020:  Tokyo Aquatics Centre · 
2024:  Centre aquatique olympique